# Euophrys rusticana
Euophrys rusticana är en spindelart som först beskrevs av Hercule Nicolet 1849.  Euophrys rusticana ingår i släktet Euophrys och familjen hoppspindlar. Inga underarter finns listade i Catalogue of Life.